# Rene Štajnke
Rene Dan Štajnke (16. novembar 1963, Istočni Berlin) njemački je glumac. Na srpskom govornom području poznat je po seriji Uzbuna za Kobru 11. Sem nje, glumio je i u mnogim drugim serijama i filmovima, podjednako bioskopskim i televizijskim. Neoženjen je i nema djece. Hobi mu je tenis.

## Filmografija
- 1986: Vernehmung der Zeugen
- 1995: Imken, Anna und Maria
- 1995: Nikolaikirche
- 1996: Seitensprung in den Tod
- 1996: Ein Mord für Quandt (serija)
- 1997: Die Wache (serija)
- 1997: Polizeiruf 110 – Heißkalte Liebe
- 1997: Die Rettungsflieger (serija)
- 1998: Fieber
- 1998: Happy Birthday
- 1998: Ich liebe eine Hure
- 1999–2003: Alarm für Cobra 11 – Die Autobahnpolizei (serija)
- 2003: Traumprinz in Farbe
- 2003: Wilde Engel (epizoda Der Maulwurf)
- 2003: Der Ferienarzt in der Wachau (serija)
- 2003: Lockruf der Vergangenheit
- 2004: Eine Prinzessin zum Verlieben
- 2005–2007: Alarm für Cobra 11 – Die Autobahnpolizei (serija)
- 2005: Die Braut von der Tankstelle
- 2006: Hammer und Hart
- 2006: Küss mich, Genosse!
- 2006–2007: Pastewka (serija)
- 2007: Die Jäger des Ostsee-Schatzes
- 2007: Entführt – Ich hol dich da raus
- 2008: Plötzlich Papa – Einspruch abgelehnt! (serija)
- 2009: Klick ins Herz
- 2009: SOKO Köln (serija)
- 2009: Auch Lügen will gelernt sein
- 2010: SOKO Leipzig (serija)
- 2010: Carla AT (serija)
- 2011: Küstenwache (serija)
- 2012: Der letzte Bulle (serija)
- 2012: Pastewka (serija)
- 2013: Danni Lowinski

## Spolajšnje veze
- Rene Štajnke na sajtu  (jezik: engleski)